# Haemin
Haemin Sunim (12 december 1973) is een Zuid-Koreaanse schrijver en leraar van de zenboeddhisme-traditie.
Haemin Sunim is een zenboeddhistisch leraar, schrijver en de oprichter van de School of Broken Hearts in Seoul. Geboren in Zuid-Korea en opgeleid aan Berkeley, Harvard en Princeton, ontving hij een formele kloosteropleiding in het Haein-klooster in Zuid-Korea en doceerde hij zeven jaar Aziatische religies aan het Hampshire College in Massachusetts. Hij staat bekend als de "Twitter-monnik" omdat hij meer dan 1 miljoen volgers op Twitter heeft. Zijn eerste boek The Things You Can See Only When You Slow Down is vertaald in meer dan 35 verschillende talen en er zijn meer dan vier miljoen exemplaren van verkocht. Zijn tweede boek Love for Imperfect Things was de nummer één bestseller van het jaar 2016 in Zuid-Korea en werd in 2019 in meerdere talen beschikbaar. Haemin woont in Seoul als hij niet op reis is om zijn lessen te delen.

### Audio
- Haemin Sunim: Audible Sessions. Audible Studios (2017). Haemin Sunim: Audible Sessions. Audible Studios (2017). ALS IN

## Bestseller 60
| Boeken met noteringen in de Nederlandse Bestseller 60  | Jaar van verschijnen | Datum van binnenkomst | Hoogste positie | Aantal weken | Opmerkingen |
| ------------------------------------------------------ | -------------------- | --------------------- | --------------- | ------------ | ----------- |
| Dingen die je alleen ziet als je er de tijd voor neemt | 2017                 | 28-06-2017            | 4               | 317*         |             |
| Houden van dingen die niet perfect zijn                | 2019                 | 16-01-2019            | 11              | 34           |             |
| Dingen die je hoop geven                               | 2023                 | 08-11-2023            | 10              | 24*          |             |